# Жулія Креус
Жулія Креус Гарсія (нар. 14 лютого 1994, Торрегона, Іспанія) — іспанська театральна та кіноакторка, танцюристка, сценаристка, співачка та гімнастка.

## Біографія
Жулія Креус Гарсія народилася 14 лютого 1994 року у Торрегоні. У 6 років почала займатися художньою гімнастикою у клубі Nàstic de Tarragona. Завоювавши кілька медалей на національному рівні, вона залишила спорт, щоб розпочати кар'єру в класичному та сучасному балеті. У 16 років Креус Гарсія почала вивчати акторську майстерність в школі Eòlia (Барселона).

## Телебачення
- Producte Bàsic (2014)
- Boca Norte (2019)

## Нагороди та номінації
| Нагорода                    | Рік  | Категорія          | Фільм                | Результат |
| --------------------------- | ---- | ------------------ | -------------------- | --------- |
| 48H Film Project Awards LA. | 2015 | найкраща акторка   | «In The Box»         | Перемога  |
| 48H Film Project Awards LA. | 2016 | найкращий сценарій | «A Look To The Past» | Номінація |